# Kárpáti Rudolf
Kárpáti Rudolf (Budapest, 1920. július 17. – Budapest, 1999. február 1.) hatszoros olimpiai bajnok kardvívó, versenybíró, sportvezető, katonatiszt.

## Élete
Magyarország történetének egyik legeredményesebb, legsikeresebb sportolója. Vívását kimagasló technikai felkészültség, magasfokú taktikai érettség és rendkívüli tempóérzék jellemezte, amely nyilvánvaló muzikalitásának egyenes következménye volt.
A BBTE, a Vasas, majd a Budapesti Honvéd versenyzője.
7 országos bajnoki cím tulajdonosa, kard egyéniben 2 (1948, 1955), csapatban 4, párbajtőrcsapatban egy.
4 olimpián hat aranyat szerzett, 1948-ban Londonban, 1952-ben Helsinkiben csapatban, 1956-ban Melbourneben és 1960-ban Rómában mind csapatban, mind egyéniben. Különlegesség a sportág történetében, hogy kétszer is tudott duplázni (azaz mind egyéniben, mind csapatban győzni), korábban erre csak egy másik magyar, Fuchs Jenő dr. volt képes (1908, 1912).
A világbajnokságokon hétszer végzett az élen, ebből 1954-ben és 1959-ben egyéniben bizonyult a legjobbnak, ezen kívül 3 ezüst- és 2 bronzérmet szerzett.
Főiskolai Vb-n két aranyérmet nyert.
Visszavonulása után nemzetközi versenybíróként tevékenykedett 1976-ig, utána versenyek főbírója volt. 1961-től 1991-ig volt a Magyar Vívó-szövetség elnökségi tagja. 1963 júniusában kinevezték a válogatott kard fegyvernemi felelősének. 1977-től a Budapesti Vívó-szövetség elnöke. 1990-ben az újjáalakuló BBTE tiszteletbeli elnökének is felkérték. A MOB elnökségi tagja volt. A Nemzetközi Vívó Szövetség kard bizottságának elnöke, bírói bizottságának tagja volt.
1991-ben a megalakuló Halhatatlanok Klubja tagjává és 1. elnökévé választották, melyet 1994-ig töltött be. 1993-tól a Magyar Olimpiai Bajnokok Klubjának tagja és tiszteletbeli elnöke. A Magyar Olimpiai Akadémia Tanácsának tagja. A Santelli Alapítvány kuratóriumi tagja.
1942-ben Zeneakadémiát, (majd Szabolcsi Bence professzor úr tanácsára beiratkozott a Pázmány Péter Tudomány Egyetemre, ahol a zene és irodalom-történet szakon szerzett diplomát. Így lett zenetörténész. 1992-ben egy hosszabb riportot készítettem Vele, melyről filmfelvétel készült, s ezt ekkor mesélte el. A hegedűszakot elvégezte, de elmondása szerint, mivel ekkor már versenyszerűen sportolt, érezte, hogy az a lazaság, ami a hegedüléshez szükséges, a vívástól izmai megkeményedtek. El kellett döntenie, hogyan tovább. Nos a vívás mellett döntött, de a zenétől sem távolodott el. Így lett zenetörténész.)[forrás?] végzett, közismert volt klasszikus zene iránti rajongása, közel 50 évig töltötte be a (XIV. kerület Zichy utcai) tisztiház zenei instruktori tisztségét. Népszerűek voltak zenei előadásai és bemutatói is. A sportpályafutásáról írt könyve Karddal a világ körül... 1965-ben jelent meg, Örvös János újságíró rendezte sajtó alá.

## Mesterei
Santelli Italo után, a BBTE-ben - mint már említettem - Balogh Béla fiatal vívómester (Borsodi-tanítvány) foglalkozott velem. Balogh mesternek - vagy ahogy mi neveztük, „Ubul”-nak -, nagyon sokat köszönhetek... Már akkor felismerte a modern kardvívás atlétikus elemeinek szükségességét, és iskoláiban - maga is igen erős tussőr volt - rendkívül nagy súlyt fektetett a versenyszerű leckékre. Hasonló stílusban és elvek alapján tanított Vass Imre és Somos Béla is. Tőlük is számos leckét kaptam... (Santelli termében Csiszár Lajos és Szabó László is foglalkoztak velem.)... Balogh külföldre távozása után Somos mester lett az edzőm.

## Díjai, elismerései
- Magyar Köztársasági Sportérdemérem arany fokozat (1949)[3]
- A Magyar Népköztársaság Érdemes Sportolója (1954)[4]
- Az év magyar sportolója (1959, 1960)
- NOB-emlékjelvény (1988)
- BHSE tiszteletbeli örökös tag (1990)
- BHSE olimpiai emlékgyűrű (1990)
- NOB Olimpiai Érdemrend (1990)
- Nyugállományú vezérőrnagy (1990)
- Halhatatlanok Klubjának tagja (1991)
- A Nemzetközi Vívó Szövetség örökös tagja (1992)
- A Magyar Vívó Szövetség tiszteletbeli elnökségi tagja (1992)
- MOB Érdemérem (1994)
- A Magyar Köztársasági Érdemrend tisztikeresztje (1995)
- MOB Olimpiai aranygyűrű (1995)
- Magyar Örökség díj (1998)
- A Nemzetközi Vívó Szövetség hírességek csarnokának tagja (2013)[5]

## Kötete
- Karddal a világ körül; sajtó alá rend. Örvös János; Sport, Bp., 1965 (Színes sportkönyvtár)

## Emlékezete

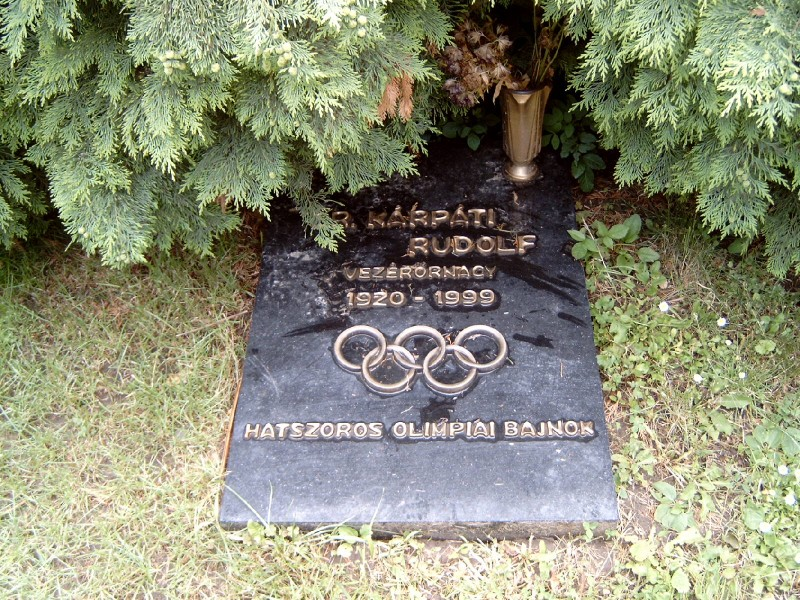
Kárpáti Rudolf sírja a Farkasréti temetőben

- Kárpáti Rudolf-vándordíj a legeredményesebb felnőtt magyar kardvívónak (1999)
- Gerevich-Kovács-Kárpáti férfi kard Világ Kupa-verseny
- Kárpáti Rudolf tanterem a Csanádi Árpád általános iskolában
- Kárpáti Rudolf Vívóklub